# Oració a l'hort (El Greco, Buenos Aires)
L'Oració a l'hort de Getsemaní, que es troba al Museu Nacional de Belles Arts de Buenos Aires és una obra dEl Greco realitzada circa 1600-07. Aquest pintor va realitzar dues tipologies força diferents d'aquesta temàtica. El Tipus-I és la variant de format apaïsat, i el Tipus-II és la variant de format vertical. El llenç de Buenos Aires és una versió del Tipus-II, amb probable intervenció de l'obrador del mestre cretenc.

## Temàtica
L'Oració a l'hort de Getsemaní és un episodi descrit al quatre Evangelis canònics. Després d'una introducció a l'Evangeli segons Joan ［Jn 18:1-3］,els Evangelis sinòptics fan una relació dels fets esdevinguts a Getsemaní. El Greco no segueix literalment la narració d'un únic evangeli. Als relats de l'Evangeli segons Mateu ［Mt 26:36-46］i de l'Evangeli segons Marc ［Mc 14:34-42］-que són gairebé iguals- hi afegeix altres elements de l'Evangeli segons Lluc ［Lc 22:39-46］ -al qual segueix quan representa Crist de genolls, i no pas prosternat relacionen Marc i Mateu. El pintor representa un Crist en éxtasi, tot i que un àngel li ofereix el Calze de la Passió.

## Anàlisi de l'obra
Oli sobre llenç; 108 x 76 cm.; 1604 circa ; Museu Nacional de Belles Arts de Buenos Aires
Segons Harold Wethey, es tracta d'una bona versió de la Oració a l'hort (El Greco, Andújar), tanmateix amb participació de l'obrador del mestre. El sentit de l'espai s'ha reduït considerablement, i els plegats de les vestimentes són excessivament elaborats en relació amb l'audaç simplicitat de la versió d'Andùjar.

## Procedència
- A.Pidal, Madrid
- Enrique Uriburu, Buenos Aires.[3]